# Suresh Dalal
Suresh Parshottamdas Dalal, (Hindi: सुरेश दलाल Gujarati: સુરેશ દલાલ, 11 de octubre de 1932 - 10 de agosto de 2012) fue un poeta gujarati, ensayista, literato y editor que ganó en 2005 el premio Sahitya Akademi para la lengua Gujarati por su poema Akhand Zalar Vage.
Dalal nació en Thane. Hizo su B.A. en gujarati, en 1953, M.A. en 1955 y doctorado en 1969. Como académico, se desempeñó como Jefe del Departamento de Gujarat en la Universidad SNDT de Mujeres; Vicecanciller de Maharaja Sayajirao Universidad de Baroda, y un "Profesor Nacional" de la UGC. También ha sido miembro del Consejo Asesor de la Academia Gujarati Sahitya desde 1983 hasta 1987. Él es también el editor de la revista Kavita de poesía Gujarati y literatura trimestral Vivecana. Ha sido galardonado con varios premios incluyendo el Premio Gobierno de Gujarat 5 veces.
Suresh Dalal murió el 10 de agosto de 2012, en Mumbai, de un ataque al corazón, a los 79 años. Narendra Modi, ministro jefe de Gujarat, dijo en Twitter, "La desaparición del legendario escritor de Gujarati Suresh Dalal es muy desafortunada. Hoy en día, cada palabra de la lengua Gujarati está en lágrimas". Kathavachak Morari Bapu también expresó su tristeza por su muerte.